# Pîlîpî-Oleksandrivski, Vinkivți
Pîlîpî-Oleksandrivski (în ucraineană Пилипи-Олександрівські) este o comună în raionul Vinkivți, regiunea Hmelnîțkîi, Ucraina, formată numai din satul de reședință.

## Demografie
Componența lingvistică a comunei Pîlîpî-Oleksandrivski
     Ucraineană (98,95%)
     Alte limbi (1,04%)
Conform recensământului din 2001, majoritatea populației comunei Pîlîpî-Oleksandrivski era vorbitoare de ucraineană (98,95%), existând în minoritate și vorbitori de alte limbi.